# ウィリアム・ジョーンズ (数学者)
ウィリアム・ジョーンズ（William Jones, FRS、1675年 – 1749年7月3日) はウェールズの数学者。円周と直径の比を表すのにギリシア文字のπを最初に使ったことで有名。ニュートンやハレーとは近しい友人であった。1711年11月に王立協会フェローとなり、その後副会長にもなった。

## 経歴
アングルシー島のBenllechから西に4マイル (6.4 km)のところにあるLlanfihangel Tre'r Beirddの教区でSiôn Siôr (John George Jones) とElizabeth Rowlandの間に生まれた。同じくアングルシー島のLlanfechellにある慈善学校に通い、そこで地元の地主により数学的才能が見出された。この地主はジョーンズにロンドンの商人の会計室での仕事が与えられるよう手配をした。ジョーンズは自身の出世は部分的に北ウェールズの著名なBulkeley家の後援、およびマクルズフィールド伯爵のおかげであるとしている。
ジョーンズは初め海上で仕え、1695年から1702年まで海軍の船で数学を指導し、そこで航海に非常に興味を持ち1702年に恩人ジョン・ハリスに捧げた著書A New Compendium of the Whole Art of Navigationを出版する。これでは航海に数学を適用し、海上での位置を計算する方法を研究した。航海が終わったのちロンドンで数学教師となり、コーヒーハウスにいたり、後のマクルズフィールド伯爵の息子や後のハードウィック男爵の家庭教師を務めた。また、かつての生徒の援助により官公庁において多くの楽なポストについていた。

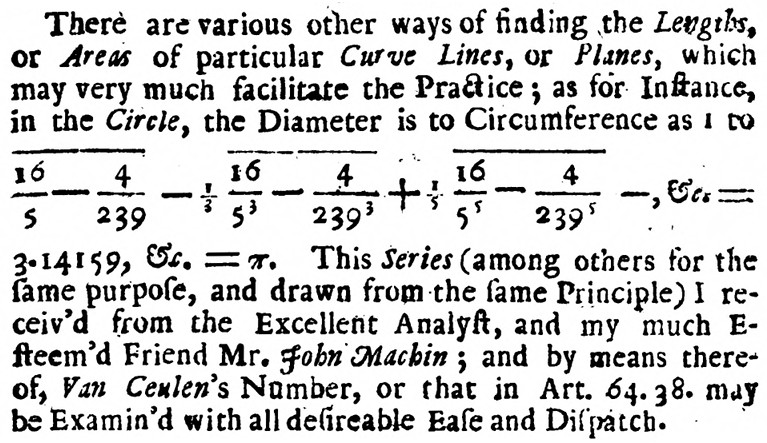
ジョーンズのπの使用

1706年にSynopsis Palmariorum Matheseosを出版した。これは初心者を対象にしたものであり、微分計算や無限級数に関する定理が含まれていた。ここでオートレッドらにより使われていたギリシア語で「外周」を意味する単語περιφέρειαの省略形であるπを直径に対する円周の比を表すのに用いた。彼の1711年の著書Analysis per quantitatum series, fluxiones ac differentiasでは微分を計算する際に点をつける記法を導入した。1731年にはDiscourses of the Natural Philosophy of the Elementsを出版した。
イギリスの一流数学者であるエドモンド・ハレーとアイザック・ニュートンの2人の目に留まり友人となっており、1711年に王立協会フェローに選出されている。後にニュートンの手稿の多くの編集者・出版者になっており、ごく最近に完全に散逸してしまった科学と数学に関する本の並外れて優れたコレクションの1つを作り上げた。
2度結婚している。1人目は働いていた会計室の雇い主の未亡人であり、彼女の死後はその財産を相続している。2人目は家具職人ジョージ・ニックスの22歳の娘であり1731年に結婚し2人の子供がいた。1746年に生まれウィリアム・ジョーンズという同じ名前を持つ息子はラテン語、ギリシア語、サンスクリット語のつながりを確立しインド・ヨーロッパ語族の概念へと導いた著名な文献学者であった。